# Calendrier zoroastrien
 (août 2022).
Si vous disposez d'ouvrages ou d'articles de référence ou si vous connaissez des sites web de qualité traitant du thème abordé ici, merci de compléter l'article en donnant les références utiles à sa vérifiabilité et en les liant à la section « Notes et références ».
Le calendrier zoroastrien est un calendrier religieux utilisé par les adeptes du zoroastrisme. Approximation du calendrier solaire tropical, ce calendrier est encore utilisé de nos jours par les fidèles zoroastriens pour leurs fêtes religieuses.

## Histoire
Avant la réforme entreprise par l’empereur des Sassanides Ardachîr Ier, le calendrier en usage dans la Perse antique, basé sur le calendrier babylonien, avait une année de 360 jours. Dans ce système, le Kabiseh (ou déficit) est accumulé chaque année et compensé par l’adjonction périodique d’un treizième mois. La tradition consistant à nommer les jours et les mois d’après le nom des divinités est alors reprise des Égyptiens par les Achéménides. 
Le calendrier mis en place par Ardachîr Ier propose une année de 365 jours telle que celle utilisée dans le calendrier égyptien, avec toujours douze mois de trente jours chacun. Cependant, le douzième mois est suivi de cinq jours appelés Gāthā ou Gah d’après les anciens chants du même nom de l'Avesta.
Ce nouveau système provoque une grande confusion et n’est adopté qu’avec résistance. Bien des fêtes et des célébrations zoroastriennes ont alors deux dates, tradition encore respectée de nos jours par certains pratiquants. De nombreux rites sont alors célébrés sur plusieurs jours (au lieu d’un seul avec l’ancien calendrier) pour s'assurer qu’aucun jour sacré n’est oublié.
La situation était devenue si compliquée qu’une autre réforme du calendrier est mise en place par le petit-fils d’Ardachîr, Hormizd Ier. Les anciens et nouveaux jours sacrés sont alors reliés entre eux pour former une période continue de six jours de festivités. Norouz (également appelé Navroz), le premier jour du printemps, reste une exception, le sixième jour du festival de printemps devenant un jour plus important parce que jour d’anniversaire de Zoroastre.
Comme le calendrier d'Ardachîr Ier supprime le mois supplémentaire, le calendrier est décalé de quatre mois par rapport aux saisons lorsque Yazdgard III accède au trône. Par exemple, les Gahambars (festivals saisonniers) sont alors célébrés au mauvais moment de l’année. Pour y remédier, Yazdgard III commence à préparer une nouvelle réforme qui ne sera pas mise en place, les Arabes détrônant la dynastie en 633.

## L’èreY.Z.
À la suite de la conquête de la Perse par Alexandre le Grand en 330 av. J.-C., les Séleucides imposent la méthode grecque de datation par ère, par opposition à la datation par période de règne de chaque monarque. C'est l’« ère séleucide ». Cette méthode est considérée comme inacceptable par les prêtres zoroastriens qui, par conséquent, fondent une ère parallèle, celle de Zoroastre, ce qui, incidemment, les amène à la première tentative de dater la naissance du prophète. L’empire parthe, successeur des Séleucides, poursuit ensuite la tradition séleucide, qui persiste jusqu’à la réforme d’Ardachîr Ier qui remet en vigueur la datation liée aux périodes de règne.
Le calendrier zoroastrien utilise le suffixe Y.Z. (Yazdegerdi) pour sa numérotation des années, indiquant le nombre d’années depuis le couronnement en 632 de Yazdgard III, dernier monarque de la dynastie sassanide.

## Les différentes variantes
À la suite du retrait des jours supplémentaires dans la réforme conduite par Ardachîr Ier, le calendrier et les saisons devinrent, après quelque temps, complètement asynchrones. En 1006, le jour de la nouvelle année coïncide une nouvelle fois avec la date de l’équinoxe vernal. En conséquence, décision fut prise, en Inde et en Iran, de modifier le calendrier zoroastrien pour y ajouter un mois supplémentaire tous les 120 ans comme prescrit dans le Denkard. 
À un moment indéterminé entre 1126 et 1129, les prêtres d’Inde se souvinrent de cette règle et un mois supplémentaire (appelé Aspandarmad vahizak) fut ajouté. Ce fut la dernière fois, les générations suivantes négligeant cette règle du treizième mois.
Au moment de l’édiction de la règle du mois supplémentaire tous les 120 ans, le calendrier est appelé calendrier Shahenshahi (impérial). Par la suite, les Pârsî, inconscients de l’oubli de cette règle, continuèrent d’utiliser le même nom pour leur calendrier. Ce nom a survécu de nos jours et les adhérents à d’autres variantes du calendrier zoroastrien le dénigrent comme étant royaliste.
Dans le même temps, les adeptes restant en Iran n’ajoutèrent jamais ce mois supplémentaire. Autour de 1720 un prêtre zoroastrien iranien nommé Jamasp Peshotan Velati fait un voyage en Inde. Arrivé dans ce dernier pays, il découvre que son calendrier et celui des Parses diffèrent d’un mois. Il porte alors à la connaissance des prêtres de Surat cette différence sans parvenir à établir un consensus sur le bon calendrier. Vers 1740, certains prêtres influents arguent que, le visiteur venant de l’ancien pays original du mouvement, son calendrier devait être correct. Le 6 juin 1745, certains Parses de Surat et des alentours modifient leur calendrier sur la recommandation de ces prêtres. Ce calendrier est alors appelé Kadimi à la fois en Iran et en Inde. Ce nom se modifie par la suite pour devenir Kadmi ou Quadmi. 
En 1960, un parse de Bombay nommé Khurshedji Cama fonde le Zarthosti Fasili Sal Mandal ou club de l’année zoroastrienne solaire. Le calendrier Fasili ou Fasli (nom sous lequel il devint connu) dispose alors de deux spécificités : il est en harmonie avec les saisons (la nouvelle année tombe toujours le jour de l’équinoxe) et il intercale un jour supplémentaire tous les quatre ans. Ce jour supplémentaire, appelé Avardad-sal-Gah, suit les cinq jours Gah déjà existants à la fin de l’année. Les membres du club prétendent également que leur calendrier est correct sur le plan religieux, par rapport aux deux autres qui sont, toujours d’après les membres du club, uniquement basés sur des considérations politiques.
Ce nouveau calendrier ne reçoit que peu de support de la communauté indienne, principalement à cause de son manque présumé de référence dans le Denkard. En Iran cependant, le calendrier Fasli (appelé Bastani dans ce pays) est plus largement adopté en particulier après une campagne de publicité menée en 1930 visant à convaincre les zoroastriens locaux de changer pour cette nouvelle version. Il faut également noter que, cinq ans plus tôt, le parlement iranien avait introduit le nouveau calendrier persan qui, indépendamment du mouvement Fasli, incorporait les deux changements proposés par le club Fasili. Pour cette raison et également car le calendrier national gardait les noms zoroastriens des mois, cette adoption ne représentait pas un gros effort. Cependant, de petites communautés zoroastriennes iraniennes refusèrent le changement et gardent encore aujourd’hui le calendrier Kadmi.
En 1992, selon les trois calendriers, le premier jour d’un mois tombe le même jour. Plusieurs zoroastriens proposèrent alors de réunir les trois en un calendrier commun, mais, une fois de plus, le consensus ne put être atteint.

## Noms des mois et des jours
Les mois et les jours du mois dans le calendrier zoroastrien sont, à une exception près, dédiés et nommés selon un Amesha Spenta (Immortel Bénéfique) ou Yazata. L’exception est le mois Dadhv (créateur) et le premier jour du mois, Hormuzd, les deux noms étant des synonymes de Ahura Mazda. 
Les déités à qui les noms de mois sont dédiés ont également leurs propres jours. Ces dédicaces précisent également quelle divinité avait un rang supérieur à quelle autre. En plus du mois de Dadhv déjà cité, six mois sont dédiés à des Amesha Spenta et les cinq restants respectivement (en avestique) à Fravashi, Tishtrya, Mithra, Aban et Atar.
Selon certaines sources, en Perse antique, le premier mois de l’année était Dadhv et non Fravardīn.